# Saint-Geoire-en-Valdaine
Saint-Geoire-en-Valdaine je naselje in občina v vzhodnem francoskem departmaju Isère regije Rona-Alpe. Leta 2009 je naselje imelo 2.374 prebivalcev.

## Geografija
Kraj leži v pokrajini Daufineji 42 km severno od Grenobla.

## Uprava
Saint-Geoire-en-Valdaine je sedež istoimenskega kantona, v katerega so poleg njegove vključene še občine La Bâtie-Divisin, Charancieu, Massieu, Merlas, Montferrat, Paladru, Saint-Bueil, Saint-Sulpice-des-Rivoires, Velanne in Voissant z 9.463 prebivalci.
Kanton Saint-Geoire-en-Valdaine je sestavni del okrožja La Tour-du-Pin.

## Zanimivosti
- gotska cerkev sv. Jurija iz 14. in 15. stoletja,
- dvorec château de Longpra iz 18. stoletja,
- dvorec château de Clermont iz sredine 19. stoletja, zgrajen na mestu nekdanjega gradu, podrtega v času verskih vojn,
- dvorec château de La Rochette.